# Бердия (станция)
Бердия — железнодорожная станция Волгоградского отделения Приволжской железной дороги, в посёлке Бердия Иловлинского района Волгоградской области.
Станция электрифицирована на переменном токе.

## Сообщение по станции
| № поезда | Маршрут движения      | № поезда | Маршрут движения      |
| -------- | --------------------- | -------- | --------------------- |
| 6812     | Петров Вал — Качалино | 6813     | Качалино — Петров Вал |